# Bruno Sulzbacher
Bruno Sulzbacher (Pichl bij Windischgarsten, Opper-Oostenrijk, 19 augustus 1936) is een Oostenrijks componist, dirigent en muziekuitgever.

## Levensloop
Sulzbacher kreeg op 14-jarige leeftijd flügelhoorn-les bij de dirigent van de Musikkapelle Vorderstoder in Vorderstoder. Op 19-jarige leeftijd werd hij dirigent van de Musikkapelle Vorderstoder. In 1956 nom hij deel aan een kapelmeester-cursus onder Prof. Weinschenk en de componist Emil Rameis. De Musikkapelle Vorderstoder dirigeerde hij tot 1972. Sinds 1975 is hij dirigent van de Eisenbahnermusikverein in Selzthal, Stiermarken. Hij was ook werkzaam bij de Österreichische Bundesbahnen. 
Als componist is hij grotendeels autodidact. De eerste werken liet hij door Emil Rameis beproeven. Al spoedig vonden zijn werken opname in het repertoire van de harmonieorkesten in de omgeving. Nadat hij ook prijzen bij wedstrijden won, werden zijn werken ook gepubliceerd bij muziekuitgaven. Intussen heeft hij een eigen muziekuitgave voor de publicatie van zijn eigen werk.

## Composities

### Werken voor harmonieorkest
- 1983 BB-Marsch
- 1983 Laßt's klingen, mars
- 1989 Auf da Sunn'seit'n, mars
- Abendkonzert
- Adagio, voor harmonieorkest
- Adagio romantico
- Am häuslichen Herd, ouverture
- Am Lagerfeuer, intermezzo
- Atlethen, mars
- Aus der neuen Welt
- Christophorus, ouverture
- Dem Landl ob der Enns, wals
- Domenica (Sonntag)
- Ein Dankeschön
- Ein Fluss erzählt, fantasie over de Steyr
- Frohe Fahrt
- Gipfelsieg, mars
- Im stillen Winkel
- Kleiner Ausflug, wals
- Konzert in f - klein, voor harmonieorkest
- Prolog
- Pyhrn - Priel Impressionen
- Rheingrüße
- Start in’s Wochenende, mars
- Tanz der Wichtel, intermezzo
- Traumpfade
- Über’s Land, wals
- Unser Ideal
- Weckruf